# George Clooney
George Clooney (Lexington, 6 de maig de 1961) és un actor de cinema i televisió estatunidenc, guanyador dels premis Oscar i Globus d'Or. Va esdevenir famós pel seu paper del doctor Doug Ross a la sèrie televisiva ER.

## Biografia
El seu pare era periodista i presentador de televisió a Cincinnati. La seva mare era una exreina de bellesa. Té una germana gran de nom Ada (1960).
Hi ha uns quants artistes a la seva família: el seu oncle José Ferrer (guanyador d'un Oscar al millor actor el 1950 per la pel·lícula Cyrano de Bergerac), els seus cosins Miguel Ferrer i Gabe Ferrer i la seva tia Rosemary Clooney, actriu i cantant.
Va arribar a Los Angeles el 1982 per fer-se actor, contra el consell del seu pare. Va treballar durant deu anys com a secundari a algunes sèries de televisió, però l'èxit li va arribar amb la sèrie ER.
A partir d'aquell moment li van arribar ofertes pel cinema, especialment a pel·lícules d'acció. La primera gran producció va ser Obert fins a la matinada, un thriller de Robert Rodriguez i Quentin Tarantino.
Clooney s'ha consolidat com una gran estrella de Hollywood tant pel seu atractiu com pel seu talent.
El 2000, funda la societat Section Eight amb Steven Soderbergh per poder produir pel·lícules ambicioses, no necessàriament èxits de públic. Així surten pel·lícules tan diferents com, Wellcome to Collinwood, Ocean's Eleven i Ocean's Twelve, Confessions of a Dangerous Mind, etc.
El 2002, dirigí la seva primera pel·lícula Confessions of a Dangerous Mind, que va ser un èxit de crítica. El 2005 va fer la pel·lícula Bona nit i bona sort, feta en blanc i negre, que explica el combat d'Edward Murrow contra McCarthy a mitjans dels cinquanta. A Syriana de Stephen Gaghan (autor del guió de Traffic) va perdre uns quinze quilos per tal d'interpretar el paper de Robert Barnes, agent de la CIA. Durant el rodatge es va ferir greument a la columna vertebral, i va haver d'estar hospitalitzat durant unes setmanes. Com a conseqüència, les companyies d'assegurances van refusar fer cap pòlissa pel rodatge de Bona nit i bona sort.
Amb el seu col·lega Soderbergh va fer la seva cinquena pel·lícula a l'octubre del 2005, The Good German, feta en blanc i negre. Després faria Michael Clayton, rodada a Nova York. El 2006, filmà les darreres aventures de Danny Ocean i de la seva banda d'atracadors. Ell i Steven Soderbergh digueren que Ocean's 13 seria l'última part de la trilogia.
L'agost de 2006, fundà amb el seu gran amic i coguionista de Bona nit i bona sort Grant Heslov una nova societat de producció: "Smoke house", sota els mateixos preceptes que "Section Eight". El nom és una picada d'ull al restaurant del mateix nom que hi ha a la porta de l'estudi de la Warner a Burbank Califòrnia i del qual George Clooney és un client regular.
El 2006, George Clooney rebé el títol de "l'home viu més sexy", segons el setmanari People a la seva edició especial. És l'únic home - amb Brad Pitt – que ha rebut dues vegades aquest títol.
A l'àmbit privat, ha sortit amb Céline Balitran, Lisa Snowdon, Krista Allen… Actualment (2007) és amb Sarah Larson.
El 2001 utilitza la seva fama per ajudar les víctimes dels atemptats de l'11 de setembre. També pel tsunami de 2004, i el 2005 pels afectats per l'huracà Katrina. Prengué també posició contra la guerra de l'Iraq des del 2003.
El 2006 es mobilitzà per Darfur. El setembre del 2006, amb Elie Wiesel, va ser rebut pel Consell de Seguretat de les Nacions Unides i hi advocà perquè s'acabés el genocidi a Darfur. Fervent demòcrata, donà suport a Barack Obama a les eleccions del 2008.
Clooney es va comprometre amb l'advocada britànica-libanesa de drets humans Amal Alamuddin el 28 d'abril de 2014, amb qui es va conèixer quan ella actuava per al govern de Grècia en suport del retorn dels Marbres d'Elgin que estan al Museu Britànic i ell promocionava Monuments men, i es van casar oficialment el 27 de setembre de 2014 a Venècia, oficiant l'amic de Clooney, Walter Veltroni, antic alcalde de Roma. El 6 de juny de 2017, Amal va donar a llum una filla, Ella, i un fill, Alexander.

## Premis
Al llarg de la seva carrera, ha rebut vuit nominacions als premis de l'Acadèmia, guanyant-ne dues: Millor actor secundari per Syriana en 2005 i com a coproductor del guanyador de la millor pel·lícula Argo en 2012 sent una de les tres úniques persones que han estat nominades en sis categories diferents als premis de l'Acadèmia (Millor pel·lícula; Millor director; Millor guió original; Millor guió adaptat; Millor actor protagonista; Millor actor secundari), després de Walt Disney i Alfonso Cuarón, només superat per Kenneth Branagh, que ha estat nominat en set categories diferents. Clooney ha rebut tretze Globus d'Or guanyant quatre premis per les seves actuacions a O Brother, Where Art Thou? (2000), Syriana (2005) i The Descendants (2011), així com per la seva producció Argo (2012). També va rebre el Premi Cecil B. DeMille el 2015. Ha rebut nou nominacions als BAFTA, catorze nominacions als Premi del Sindicat d'Actors de Cinema i tres nominacions als premis Primetime Emmy.

## Filmografia i premis

### Actor
| Any       | Pel·lícula                                             | Paper                        | Notes |
| --------- | ------------------------------------------------------ | ---------------------------- | --- |
| 1984–1985 | E/R                                                    | Mark "Ace" Kolmar            | |
| 1985      | Streethawk                                             | Kevin Stark diari de vampirs | |
| 1985–1986 | The Facts of Life (sèrie TV)                           | George Burnett               | |
| 1987      | Return to Horror High                                  | Oliver                       | |
| 1987      | Grizzly II: The Predator                               |                              | no surt als crèdits |
| 1987      | Combat Academy                                         | Maj. Biff Woods              | |
| 1987      | S'ha escrit un crim (Murder, She Wrote)                | Kip Howard                   | episodi: "No Laughing Murder" |
| 1987      | The Golden Girls                                       | Detectiu Bobby Hopkins       | episodi: "To Catch a Neighbor" |
| 1988      | Return of the Killer Tomatoes                          | Matt Stevens                 | |
| 1988–1991 | Roseanne (sèrie TV)                                    | Booker Brooks                | 11 episodis |
| 1989      | Red Surf                                               | Remar                        | |
| 1992      | Unbecoming Age                                         | Mac                          | |
| 1993      | La collita (The Harvest)                               | Lip Synching Transvestite    | |
| 1993–1994 | Sisters (sèrie TV)                                     | Detectiu James Falconer      | |
| 1994–1999 | ER (sèrie de televisió)                                | Dr. Doug Ross                | 106 episodis Nominada — Emmy per actor dramàtic a sèrie de televisió, 1995, 1996 Nominada — Globus d'Or al millor actor de sèrie dramàtica de televisió, 1995, 1996, 1997                                                 |
| 1995      | Friends                                                | Dr. Michael Mitchell         | episodi: "The One with Two Parts, Part Two" |
| 1996      | Obert fins a la matinada (From Dusk till Dawn)         | Seth Gecko                   | Premi Saturn al millor actor |
| 1996      | One Fine Day                                           | Jack Taylor                  | |
| 1996      | Tu assassina que nosaltres netejarem la sang (Curdled) | Seth Gecko                   | no surt als crèdits |
| 1997      | Full Tilt Boogie                                       | ell mateix                   | Documental |
| 1997      | The Peacemaker                                         | Thomas Devoe                 | |
| 1997      | Batman i Robin (Batman & Robin)                        | Bruce Wayne/Batman           | |
| 1997      | South Park                                             | Sparky the Dog (veu)         | episodi: "Big Gay Al's Big Gay Boat Ride" |
| 1998      | The Thin Red Line                                      | Capità Bosche                | |
| 1998      | Un embolic molt perillós (Out of Sight)                | Jack Foley                   | |
| 1998      | Waiting for Woody                                      | ell mateix                   | Comèdia curta |
| 1999      | Tres reis (Three Kings)                                | Major Archie Gates           | |
| 1999      | The Book That Wrote Itself                             | ell mateix                   | |
| 1999      | South Park: Bigger, Longer & Uncut                     | Veu del Doctor Gouache       | |
| 1999      | The Limey                                              |                              | |
| 2000      | The Perfect Storm (La tempesta perfecta)               | Billy 'Skip' Tyne            | |
| 2000      | Fail Safe (sèrie TV)                                   | Coronel Jack Grady           | |
| 2000      | O Brother, Where Art Thou?                             | Ulysses Everett McGill       | Globus d'Or al millor actor musical o còmic Nominat — Premi Sony Ericsson Empire al millor actor Nominat — Premi Satellite al millor actor                                                                                |
| 2001      | Ocean's Eleven                                         | Danny Ocean                  | |
| 2001      | Spy Kids                                               | Devlin                       | |
| 2002      | Confessions of a Dangerous Mind                        | CIA Officer Jim Byrd         | també fa de director |
| 2002      | Solaris                                                | Chris Kelvin                 | Nominat — Premi Saturn al Millor actor |
| 2002      | Welcome to Collinwood                                  | Jerzy                        | productor |
| 2002      | Starbuck Holger Meins                                  |                              | Documental |
| 2003      | Intolerable Cruelty                                    | Miles Massey                 | |
| 2003      | Spy Kids 3-D: Game Over                                | Devlin                       | |
| 2004      | Ocean's Twelve                                         | Danny Ocean                  | Nominat — Premi Broadcast Film Critics Association al millor repartiment |
| 2005      | Bona nit i bona sort (Good Night, and Good Luck)       | Fred Friendly                | Premi Satellite pel millor guió original Nominat — Oscar al millor guió original Nominat — BAFTA al millor guió original Nominat — BAFTA al millor actor secundari Globus d'Or al millor guió                             |
| 2005      | Syriana                                                | Bob Barnes                   | Oscar al millor actor secundari Globus d'Or al millor actor secundari Nominat — BAFTA al millor actor secundari |
| 2006      | The Good German                                        | Jake Geismar                 | |
| 2007      | Michael Clayton                                        | Michael Clayton              | Nominat — Oscar al millor actor Nominat — BAFTA al millor actor Nominat Globus d'Or al millor actor dramàtic |
| 2007      | Darfur Now                                             | ell mateix                   | |
| 2007      | Ocean's Thirteen                                       | Danny Ocean                  | |
| 2008      | Leatherheads                                           | Jimmy "Dodge" Connelly       | coguionista (no surt als crèdits) |
| 2008      | Cremeu-ho després de llegir-ho                         | Harry Pfarrer                | |
| 2009      | ER (sèrie de televisió)                                | Dr. Doug Ross                | Final temporada |
| 2009      | Fantastic Mr. Fox                                      | Mr. Fox (veu)                | |
| 2009      | Els homes que miraven fixament a les cabres            | Lyn Cassady                  | |
| 2009      | Up in the Air                                          | Ryan Bingham                 | National Board of Review al millor actor empatat amb Morgan Freeman per Invictus Nominat — Globus d'Or al millor actor dramàtic Nominat — Premi Satellite al millor actor musical o còmic Nominat — BAFTA al millor actor |
| 2011      | The Descendants                                        | Matt King                    | Globus d'Or al millor actor dramàtic Nominat — Oscar al millor actor Nominat — BAFTA al millor actor |
| 2011      | The American                                           | Jack                         | |
| 2011      | Els idus de març                                       | Governador Mike Morris       | |
| 2013      | Gravity                                                | Matt Kowalsky                | |
| 2014      | The Monuments Men                                      | Frank Stokes                 | |
| 2015      | Tomorrowland                                           | Frank Walker                 | |
| 2016      | Hail, Caesar!                                          | Baird Whitlock               | |
| 2016      | Money Monster                                          | Lee Gates                    | |
| 2020      | The Midnight Sky                                       | Augustine Lofthouse          | |
| 2022      | Ticket to Paradise                                     | David Cotton                 | |

### Director
| Any  | Títol                                            | Notes |
| ---- | ------------------------------------------------ | --- |
| 2002 | Confessions of a Dangerous Mind                  | Nominat — Berlinale Os d'Or |
| 2005 | Bona nit i bona sort (Good Night, and Good Luck) | Festival Internacional de Cinema de Venècia Premi Pasinetti a la millor pel·lícula Nominat — Oscar al millor director Nominat — BAFTA a la millor direcció Nominat — Lleó d'Or Nominat — Globus d'Or al millor director |
| 2005 | Unscripted                                       | 5 episodis |
| 2008 | Leatherheads                                     | |
| 2010 | Farragut North                                   | |
| 2011 | Els idus de març                                 | Nominat — Oscar al millor guió adaptat Nominat — Globus d'Or al millor director Nominat — Globus d'Or al millor guió Nominat — BAFTA al millor guió adaptat                                                             |
| 2014 | The Monuments Men                                | |
| 2017 | Suburbicon                                       | |
| 2020 | The Midnight Sky                                 | |
| 2021 | The Tender Bar                                   | |

### Productor
| Any  | Títol                                       | Notes                                                     |
| ---- | ------------------------------------------- | --------------------------------------------------------- |
| 1999 | Kilroy                                      | (TV) també guionista                                      |
| 2000 | Fail Safe                                   | Productor delegat                                         |
| 2001 | Rock Star                                   | Productor delegat                                         |
| 2002 | Insomnia                                    | Productor delegat                                         |
| 2002 | Welcome to Collinwood                       | Productor delegat                                         |
| 2002 | Lluny del cel (Far from Heaven)             | Productor delegat                                         |
| 2003 | K Street (sèrie TV)                         | Productor delegat, 10 episodis                            |
| 2004 | Criminal                                    |                                                           |
| 2005 | The Jacket                                  |                                                           |
| 2005 | Unscripted                                  | 5 episodis                                                |
| 2005 | The Big Empty                               | Productor delegat                                         |
| 2005 | Syriana                                     | Productor delegat                                         |
| 2005 | Rumor Has It...                             | Productor delegat                                         |
| 2006 | A Scanner Darkly                            | Productor delegat                                         |
| 2006 | Pu-239                                      | Productor delegat                                         |
| 2007 | Michael Clayton                             | Productor delegat                                         |
| 2007 | Sand and Sorrow                             | Productor delegat Documental                              |
| 2007 | Wind Chill                                  | Productor delegat                                         |
| 2008 | Leatherheads                                |                                                           |
| 2009 | Els homes que miraven fixament a les cabres |                                                           |
| 2009 | The Informant!                              | Productor delegat                                         |
| 2009 | Playground                                  | Productor delegat Documental                              |
| 2010 | The American                                |                                                           |
| 2011 | Els idus de març                            | Nominat — Lleó d'Or                                       |
| 2012 | Martin Scorsese Eats a Cookie               |                                                           |
| 2012 | Argo                                        | Oscar a la millor pel·lícula BAFTA a la millor pel·lícula |
| 2013 | August: Osage County                        |                                                           |
| 2014 | The Monuments Men                           |                                                           |
| 2017 | Suburbicon                                  |                                                           |
| 2020 | The Midnight Sky                            |                                                           |
| 2021 | The Tender Bar                              |                                                           |